# Douglas de Souza
Douglas de Souza, född 6 augusti 1972, död 13 december 1998, var en friidrottare från Brasilien. Han deltog vid olympiska sommarspelen 1996.